# Шуляк, Виктор Васильевич
Виктор Васильевич Шуляк (род. 29 августа 1968, Алексеевка) — российский военный деятель, генерал-майор (2017). Герой Российской Федерации (1995).

## Биография
Родился 29 августа 1968 года в селе Алексеевка Никопольского района Днепропетровской области.
Окончив среднюю школу в 1985 году поступил на военную службу в Вооружённые силы СССР. В 1989 году окончил Алма-Атинское высшее общевойсковое командное училище имени И. С. Конева. Служил в Группе советских войск в Германии (ГДР) и в частях Киевского военного округа, командовал разведвзводом в 3-й общевойсковой армии. В 1993 году переведён в части морской пехоты Краснознамённого Северного флота, где командовал взводом разведки и десантно-штурмовой ротой в 876-м отдельном десантно-штурмовом батальоне 61-й отдельной бригады морской пехоты. В январе 1995 года в составе сводного батальона морской пехоты Северного флота прибыл в Чечню для выполнения боевых задач в ходе первой чеченской войны. С 11 января 1995 года непрерывно находился в боях в Грозном, участвовал в штурме центральной части Грозного. 13 января рота Шуляка ворвалась в здание Совета Министров Чеченской республики и выбила оттуда боевиков, а затем выдержала контратаки. 15 января лично уничтожил три пулемётных расчёта дудаевцев. Получил ранение средней тяжести, но остался в строю и уничтожил ещё две огневые точки. Вскоре был ранен вторично.
Указом Президента Российской Федерации от 17 апреля 1995 года за мужество и героизм, проявленные при выполнении воинского долга, капитану Шуляку Виктору Васильевичу присвоено звание Героя Российской Федерации с вручением медали «Золотая Звезда».
В 1995—1996 годах командовал батальоном морской пехоты в той же бригаде, затем направлен на учёбу в академию. В 1999 году окончил Общевойсковую академию Вооружённых Сил Российской Федерации, а в 2005 году — Военную академию Генерального Штаба Вооружённых сил Российской Федерации. С 1999 года служил в Генеральном штабе Вооружённых Сил Российской Федерации, с 2005 года проходит военную службу в Военной академии Генерального штаба Вооруженных Сил Российской Федерации в должности доцента кафедры стратегии, затем профессора кафедры военного искусства, генерал-майор (с 10 июня 2017). Кандидат военных наук.
В 2017 году участвовал в операции российских Вооружённых Сил в Сирии, заместитель начальника российского Центра по примирению враждующих сторон. Отличился в бою 19 сентября 2017 года, возглавив отряд деблокирования окружённой группы российской военной полиции (29 человек) севернее города Хама. В результате многочасовой операции кольцо окружения было прорвано и группа без погибших (трое бойцов получили ранения) выведена из окружения.
С февраля 2024 года заместитель начальника Военного университета Министерства обороны Российской Федерации по учебной и научной работе.